# ویلیام بولتون (بازیکن فوتبال)
ویلیام بولتون (انگلیسی: William Bolton؛ زادهٔ) بازیکن فوتبال اهل بریتانیا است.
از باشگاه‌هایی که در آن بازی کرده‌است می‌توان به باشگاه فوتبال برنلی اشاره کرد.